# Alicja Koburg
Alicja, właśc., ang. Alice Maud Mary (ur. 25 kwietnia 1843 w Londynie, zm. 14 grudnia 1878 w Darmstadt) – księżniczka Zjednoczonego Królestwa, wielka księżna Hesji i Renu.

## Życiorys
Alicja, zwana Alix, urodziła się w pałacu Buckingham, w Londynie. Była trzecim dzieckiem królowej brytyjskiej – Wiktorii oraz jej męża księcia Saksonii-Coburga-Gothy, Alberta. Poprzez swoją matkę była nosicielką hemofilii; chory gen przekazała swoim córkom (stąd rozprzestrzenienie się hemofilii po europejskich rodzinach królewskich).
Księżniczka zawdzięczała swoje imię premierowi Williamowi Lambowi, który był ulubieńcem królowej. Premier twierdził, że imię Alicja jest jego ulubionym. Maud, anglosaską wersję imienia Matylda, otrzymała na cześć swojej matki chrzestnej, księżniczki Zofii Matyldy Gloucester, córki króla Jerzego III. Imię Maria otrzymała, ponieważ urodziła się w tym samym dniu, co jej ciotka Maria, księżna Gloucester, która była córką Jerzego III i królowej Szarlotty. Księżniczka Alicja została ochrzczona w prywatnej kaplicy w Buckingham Palace przez Williama Howleya, arcybiskupa Canterbury, 3 czerwca 1843 roku. Jej chrzestnych wybrała królowa Wiktoria, a zostali nimi: Ernest August I, król Hanoweru, na chrzcie reprezentowany przez Adolfa, księcia Cambridge; Feodora, księżna Hohenlohe-Langenburg, reprezentowana przez swoją matkę, a babkę Alicji; Ernest II z Saksonii-Coburga-Gothy, reprezentowany przez Jerzego Meklemburskiego, oraz Zofia, księżna Gloucester. Narodziny królewskiego potomka płci żeńskiej przyjęto z mieszanymi uczuciami, Tajna Rada Wielkiej Brytanii wysłała do księcia Alberta „gratulacje i kondolencje” z powodu narodzin kolejnej córki.

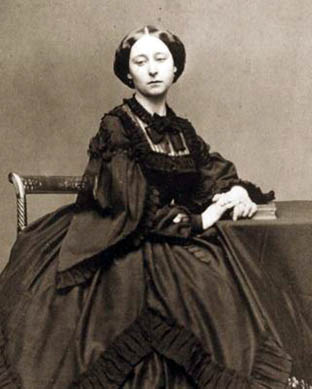
Alicja Koburg

Edukacja Alicji została opracowana przez jej ojca i jego bliskiego przyjaciela, barona Stockmara. Księżniczka i jej rodzeństwo uczeni byli także m.in. gotowania, pracy w ogrodzie i stolarstwa. Wiktoria i Albert preferowali monarchię opartą na wartościach rodzinnych, Alicja wychowywana była w bardzo skromnych warunkach. Była zafascynowana życiem zwykłych mieszkańców; w Balmoral, gdzie była najszczęśliwsza, odwiedziła mieszkańców i pracowników winnicy. Pewnego razu uciekła z kaplicy na zamku Windsor, aby móc zasiąść ze zwykłymi ludźmi.
W 1854 roku, podczas wojny krymskiej, jedenastoletnia Alicja odwiedzała londyńskie szpitale dla rannych żołnierzy wraz z matką i starszą siostrą. Była najbardziej wrażliwa z rodzeństwa. Najbardziej związana była z przyszłym Edwardem VII i Wiktorią, przyszłą cesarzową Niemiec, dlatego bardzo zasmuciło ją małżeństwo siostry z Fryderykiem III w 1858 roku.
Alicja była wrażliwa na cierpienie innych. Wspierała swoją babkę w chorobie, a po jej śmierci, kiedy królowa Wiktoria załamała się, była oparciem dla matki. Królowa pisała do swojego wuja Leopolda I, króla Belgii, o córce: dobra, droga Alicja, pełna tkliwości, miłości i niepokoju o mnie. Księżniczka opiekowała się także chorym ojcem, po którego śmierci stała się nieoficjalnym zastępcą matki, będąc wspomagana przez swoją młodszą siostrę Ludwikę.
1 lipca 1862 wyszła za mąż za księcia Ludwika. Przez małżeństwo Alicja otrzymała tytuł księżnej Hesji i Renu. Razem z mężem zamieszkała w rezydencji w Darmstadt. Z tego związku urodziło się siedmioro dzieci:
- Wiktoria (1863–1950), żona Ludwika Battenberga, markiza Milford Haven (1854–1921),
- Elżbieta (1864–1918), znana jako Elżbieta Fiodorowna, żona  Sergiusza Aleksandrowicza (1857–1905), wielkiego księcia rosyjskiego (1857–1905) – syna cara Aleksandra II,
- Irena (1866–1953), żona Henryka Pruskiego (1862–1929), syna króla Fryderyka III,
- Ernest Ludwik (1868–1937), wielki książę Hesji i Renu,
- Fryderyk (1870–1873),
- Alicja (1872–1918), ostatnia caryca Rosji – jako Aleksandra Fiodorowna – żona cara Mikołaja II,
- Maria (1874–1878).

Troska o żołnierzy rannych w wojnie siedmiotygodniowej w 1866 roku doprowadziła ją do założenia Alice-Frauenverein, zwanej również Unią Kobiet, która miała szkolić pielęgniarki i pracowników pomocniczych. Założyła również „Szpital Alicji”, który znajduje się do dzisiaj w Darmstadt.
W 1878 rodzina Alicji zachorowała na dyfteryt. Sama księżna zaraziła się chorobą opiekując się swoimi chorymi dziećmi. Pierwsza zmarła najmłodsza córka księżnej – Maria. Księżna Alicja zmarła 14 grudnia. Została pochowana w mauzoleum rodzinnym w Rosenhöhe w Darmstadt.